# سونی اریکسون اکس‌پریا اکس۸
سونی اریکسون اکس۸ (به انگلیسی: Sony Ericsson Xperia X8)، یک‌نمونه از گوشی‌های تلفن همراه سری اکس (به انگلیسی: X) شرکت سونی اریکسون می‌باشد که توسط همین شرکت به بازار عرضه شده‌است. این گوشی دارای سیستم عامل اندروید نسخه 1.6 است. 